# Чигару
Чига́ру (англ. Chigaru) — традиційна громада у складі дистрикту Блантайр Південного регіону Малаві.
Населення — 51779 осіб (2018).